# 阿蘇立野ダム
阿蘇立野ダム（あそたてのダム）は、熊本県を流れる一級河川白川のダムである。2024年（令和6年）4月より運用開始。

## 概要
治水を目的とする流水型ダムで、通常はダム最下部に設けられた3ヶ所の放流孔（高さ約5メートル・幅約5メートル）から通水する。流入する水量が増えた場合にダムへの計画流入量2,800立方メートル毎秒から600立方メートル毎秒を調節する。これにより熊本市の代継橋における基本高水のピーク流量3,400立方メートル毎秒のうち400立方メートル毎秒の洪水調節を行うとしている。
1983年（昭和58年）に事業着手し、2018年（平成30年）8月にダム本体の起工式が行なわれ、2020年（令和2年）10月にはダム本体コンクリートの打設が開始。2022年度に完成の予定は遅れたものの、翌年度に当たる2024年（令和6年）2月17日、完成記念式典が開かれた。
2016年（平成28年）4月に発生した熊本地震において、ダム建設地周辺で斜面崩壊や断層活動が確認されたため、ダムサイト予定地の基礎岩盤の状況等を調査・検討し、立野ダム建設に係る技術的な確認・評価を行うことを目的とする「立野ダム建設に係る技術委員会」が設置され技術的な確認・評価が実施されている。
技術的な確認・評価の結果、①第四紀断層：熊本地震後もダム敷及びその近傍にダムを建設する上で特に考慮する必要がある第四紀断層は存在しない。したがって、断層変位によってダム敷にズレが生じることはないと考えられる。②基礎岩盤：熊本地震後もダム本体の基礎岩盤の性状に変化は認められず、基礎岩盤として健全性に 問題がないと考えられる。との検討結果が出されている。
湛水域の上流側は、阿蘇北向谷原始林に一部かかり、標高276m以下の部分は満水時に冠水する。この冠水する面積は原始林の4%に相当する。2024年（令和6年）1月から実施された試験湛水時には、原始林への影響を抑えるため、満水後の水位低下量を通常1日あたり1mとするところを3日間で70mとして対応した。

## ギャラリー

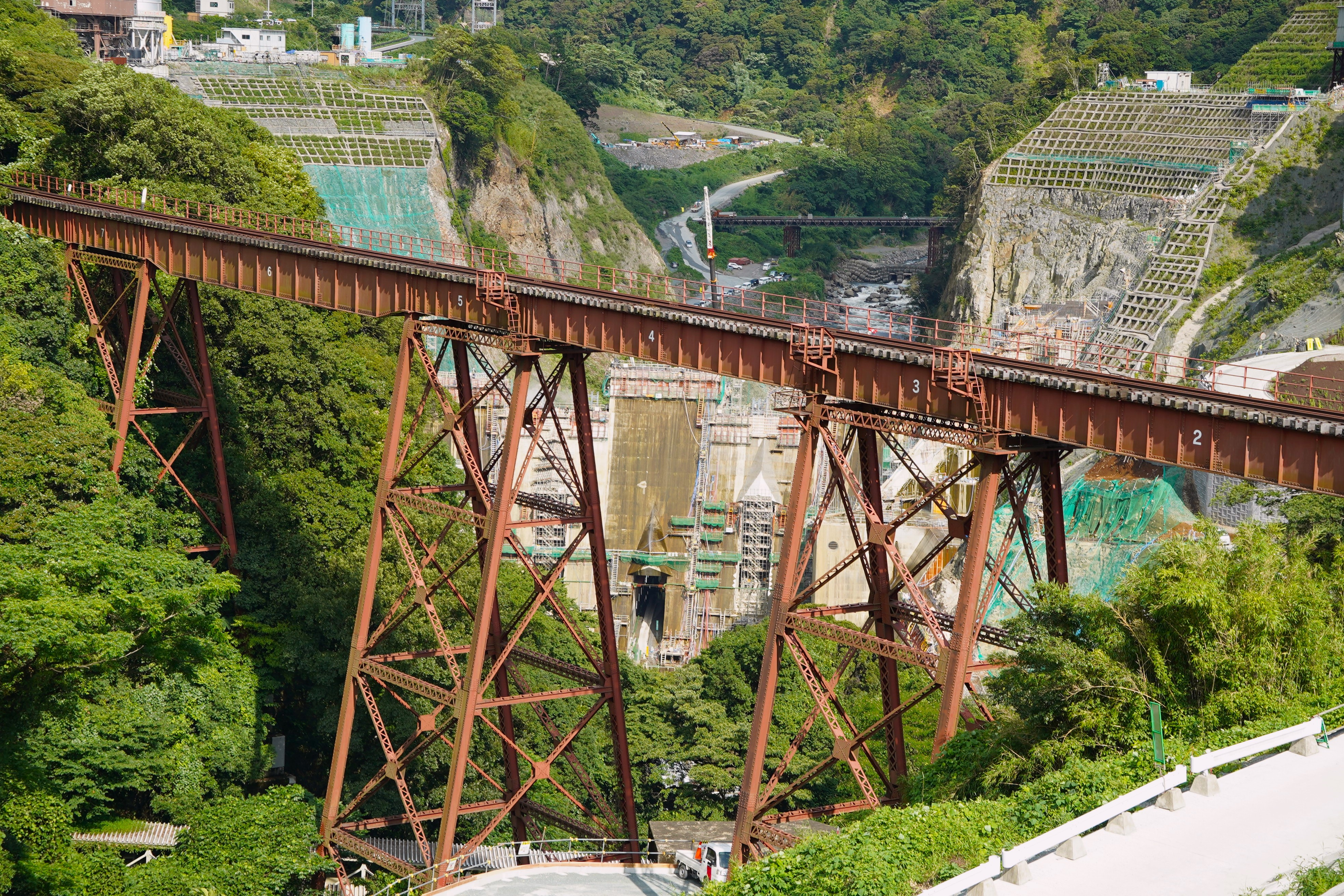
2022年7月7日撮影
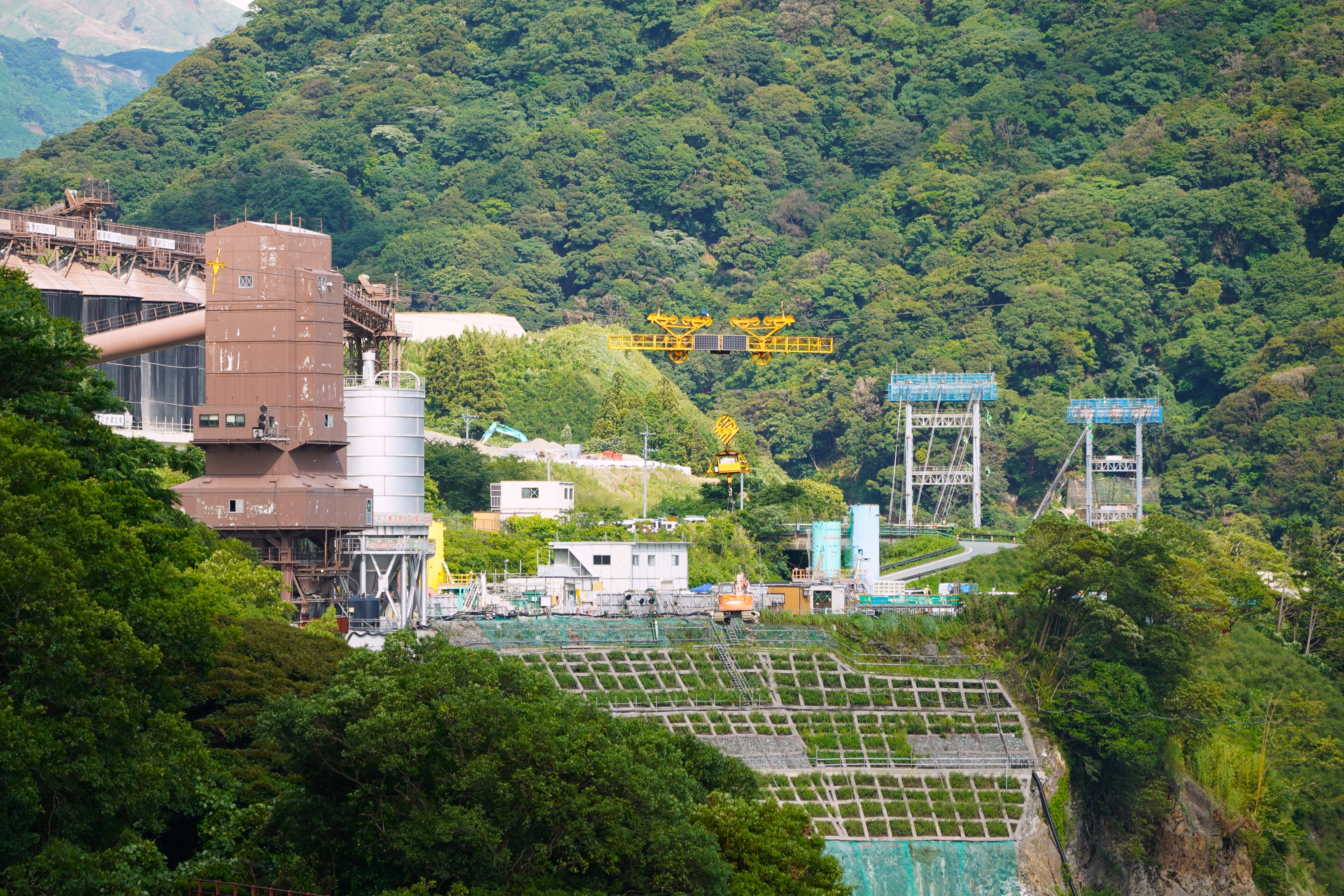
空飛ぶ建設機械
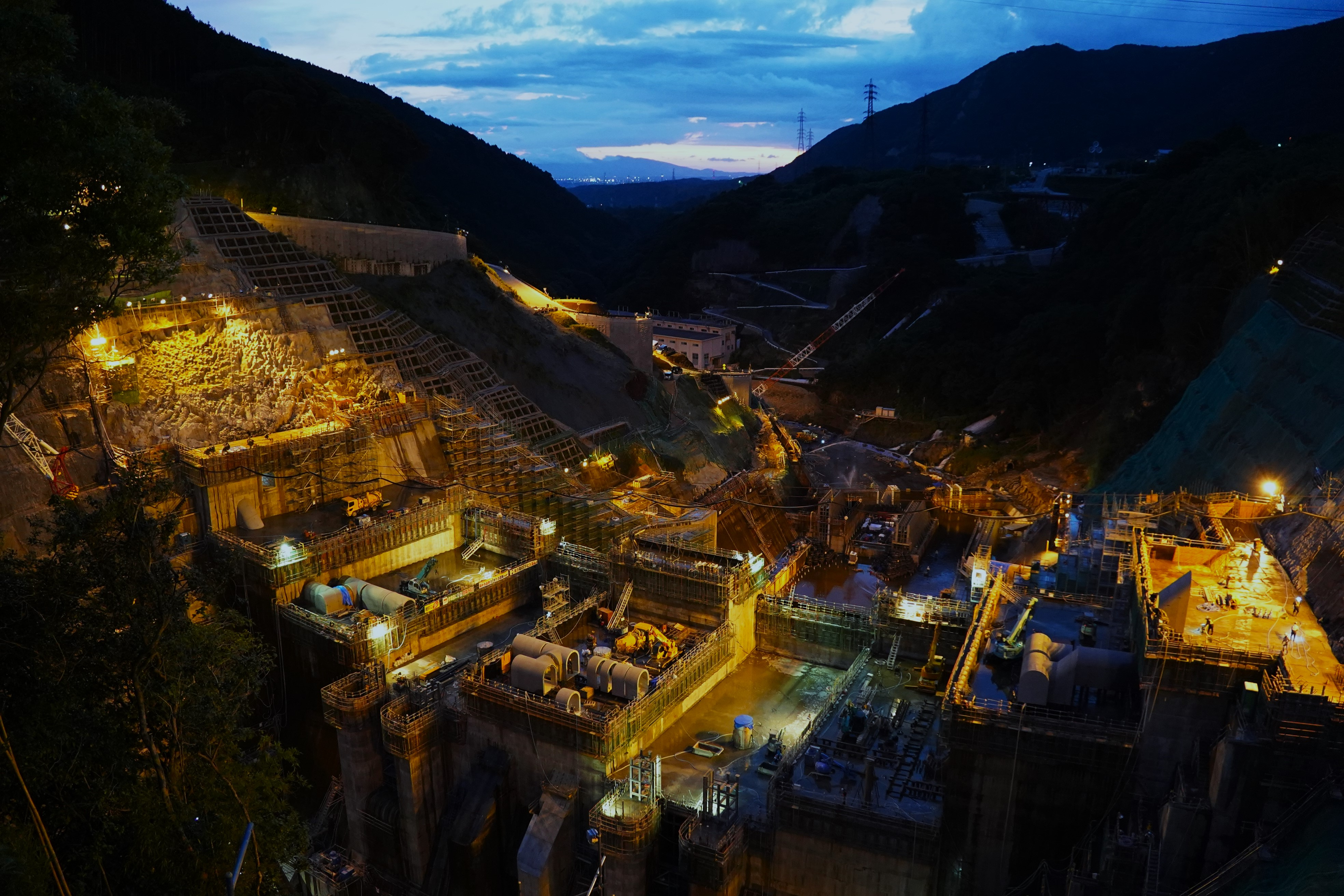
夕焼けとダム建設現場
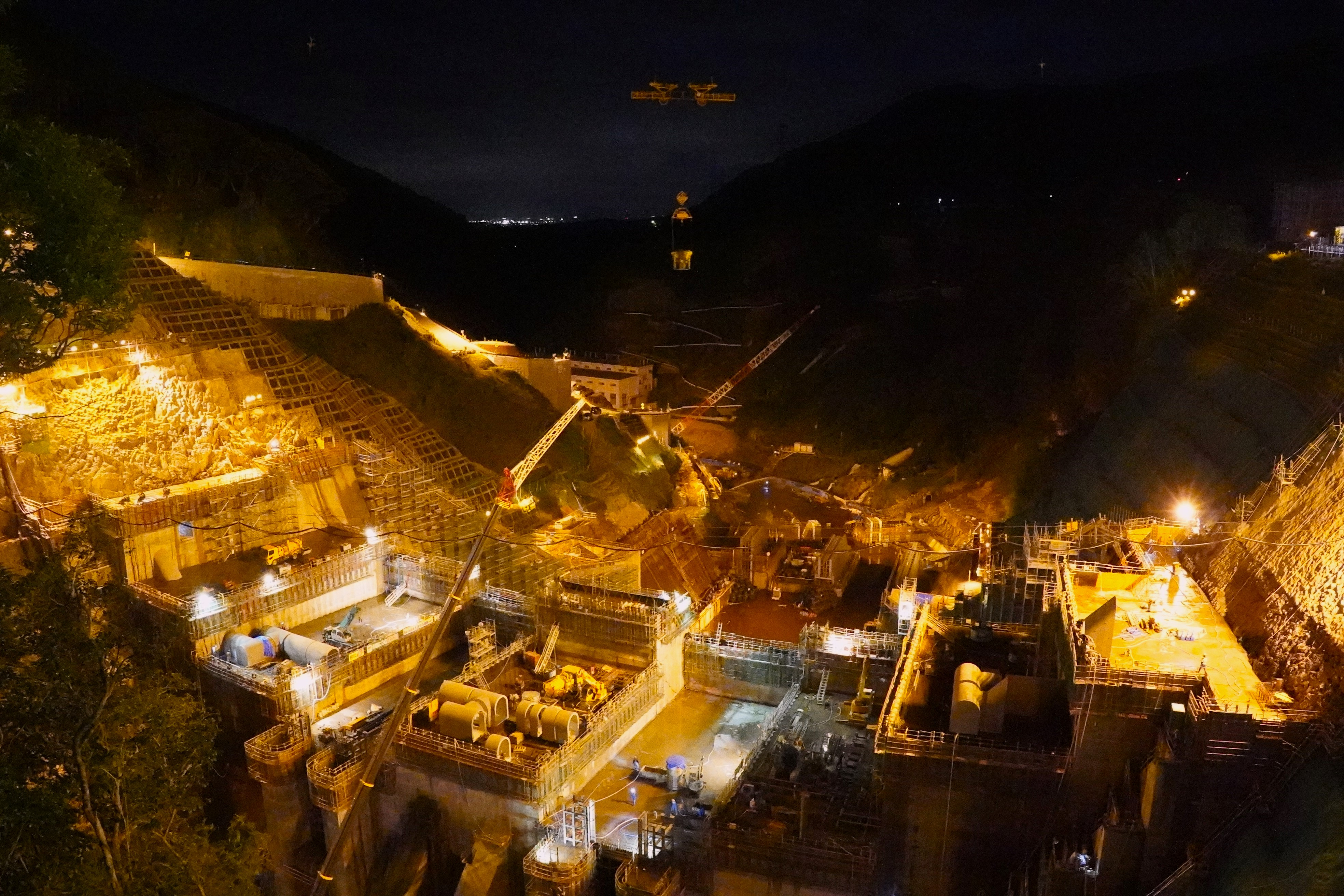
遠くに見える熊本市を守る『砦』
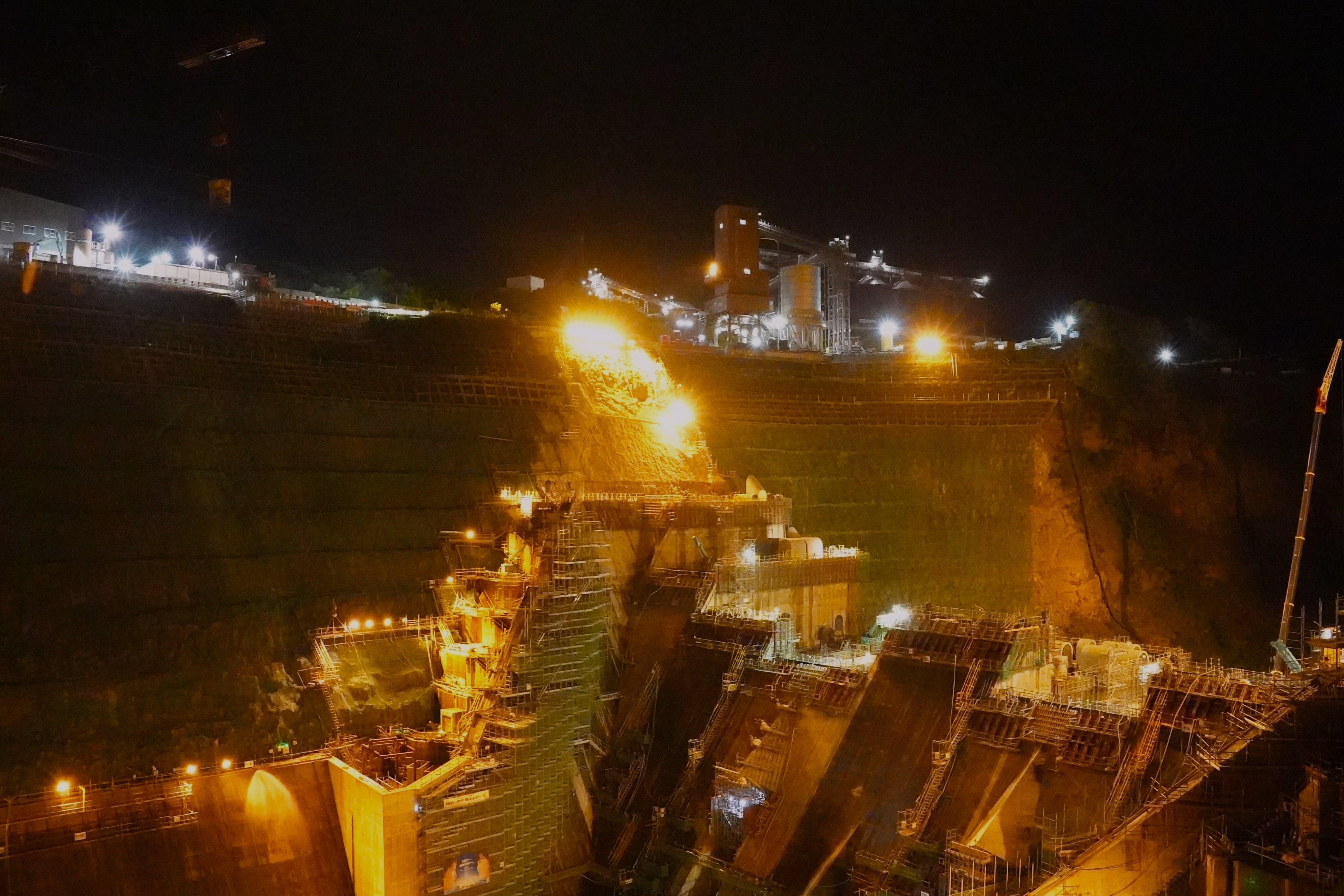
コンクリート製造設備・運搬設備
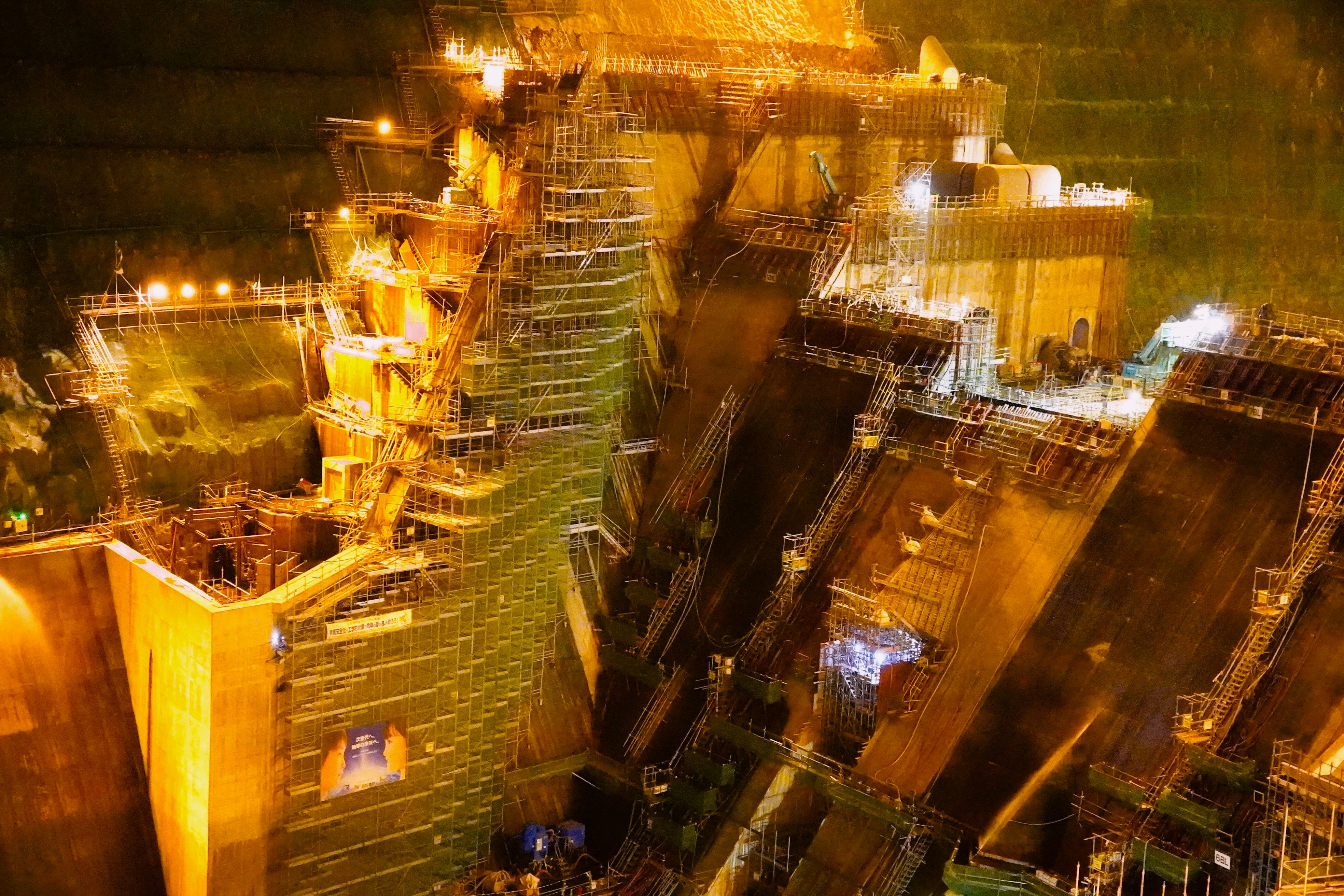
足場の美
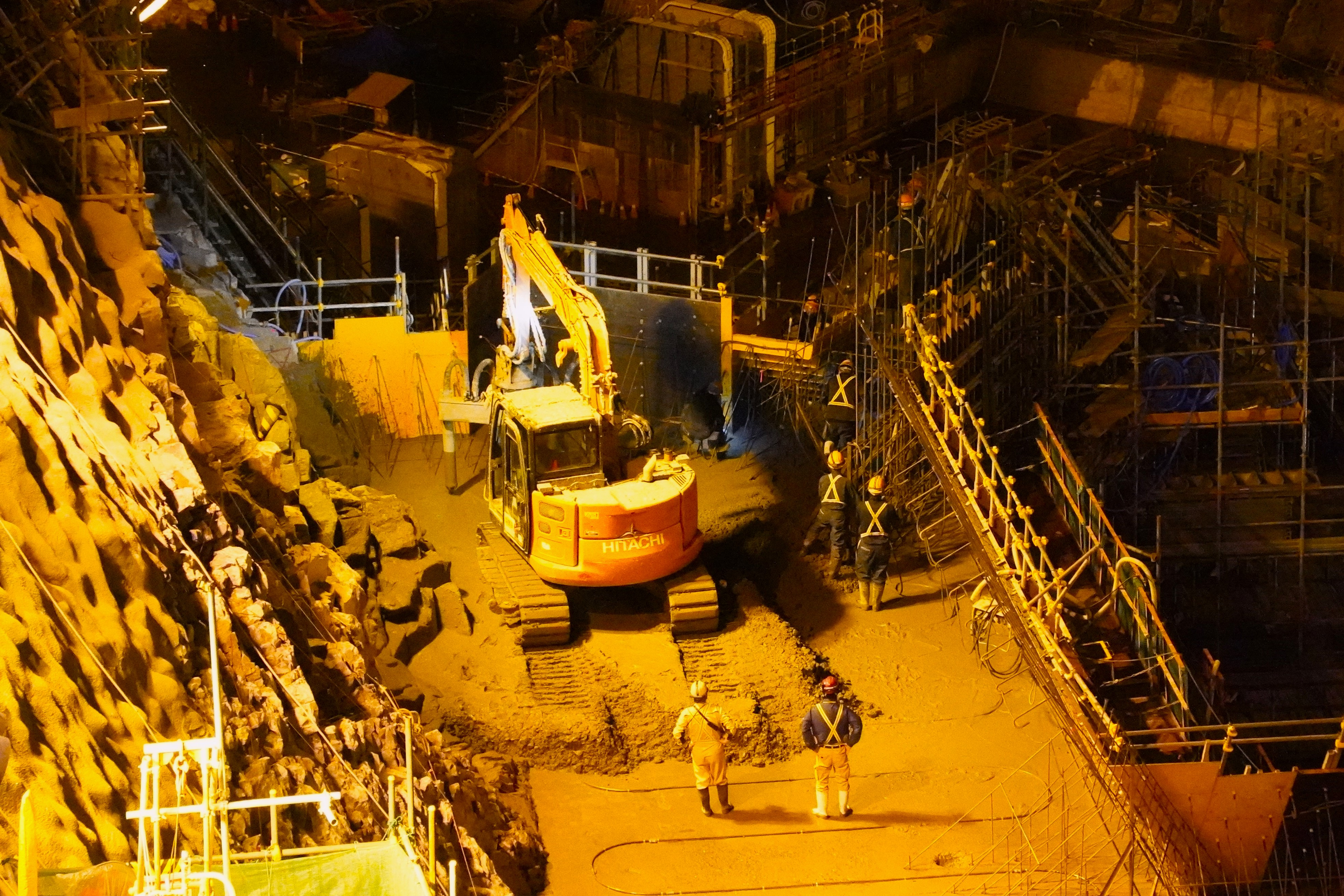
『地上の星』たち
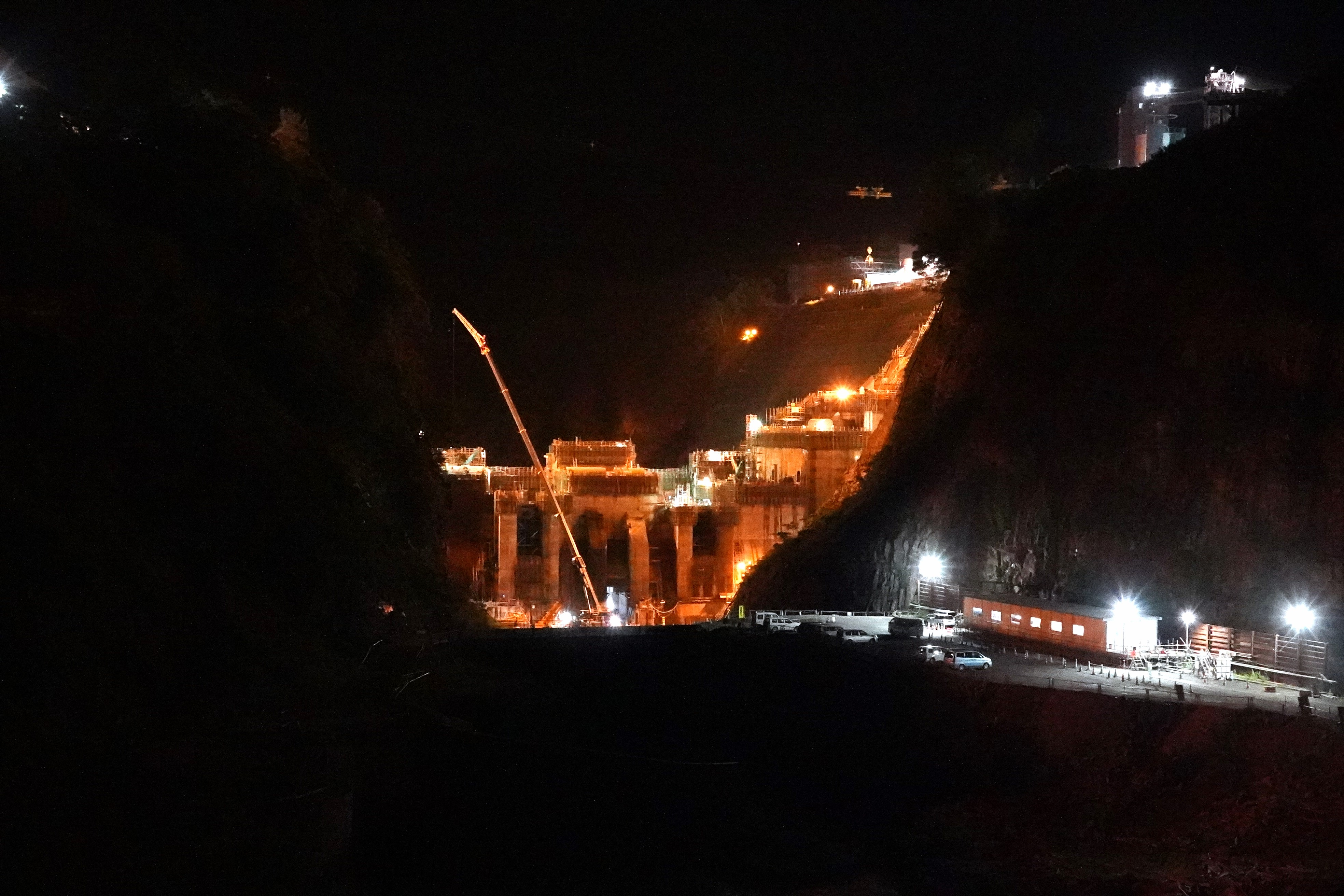
『砦』

## 位置
- 地理院地図航空写真

- 南阿蘇村立野 - 地理院地図
- 南阿蘇村立野 - Google マップ